# Fortaleza de Diu

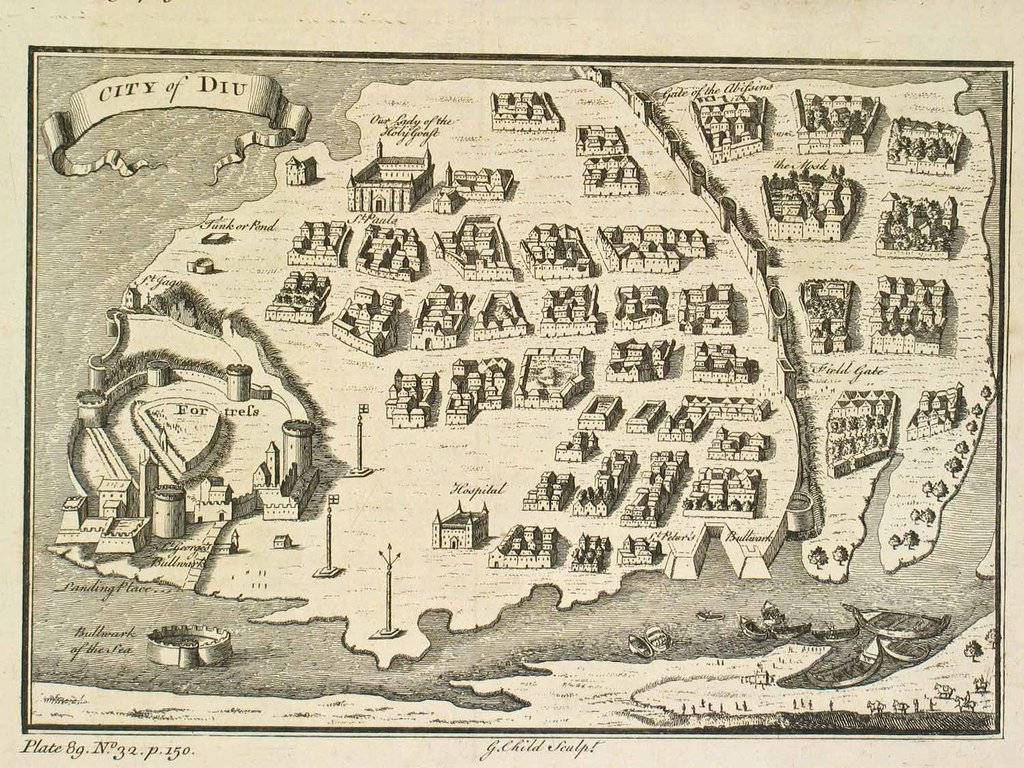
Ciudad de Diu y su fortaleza (grabado inglés, 1729).

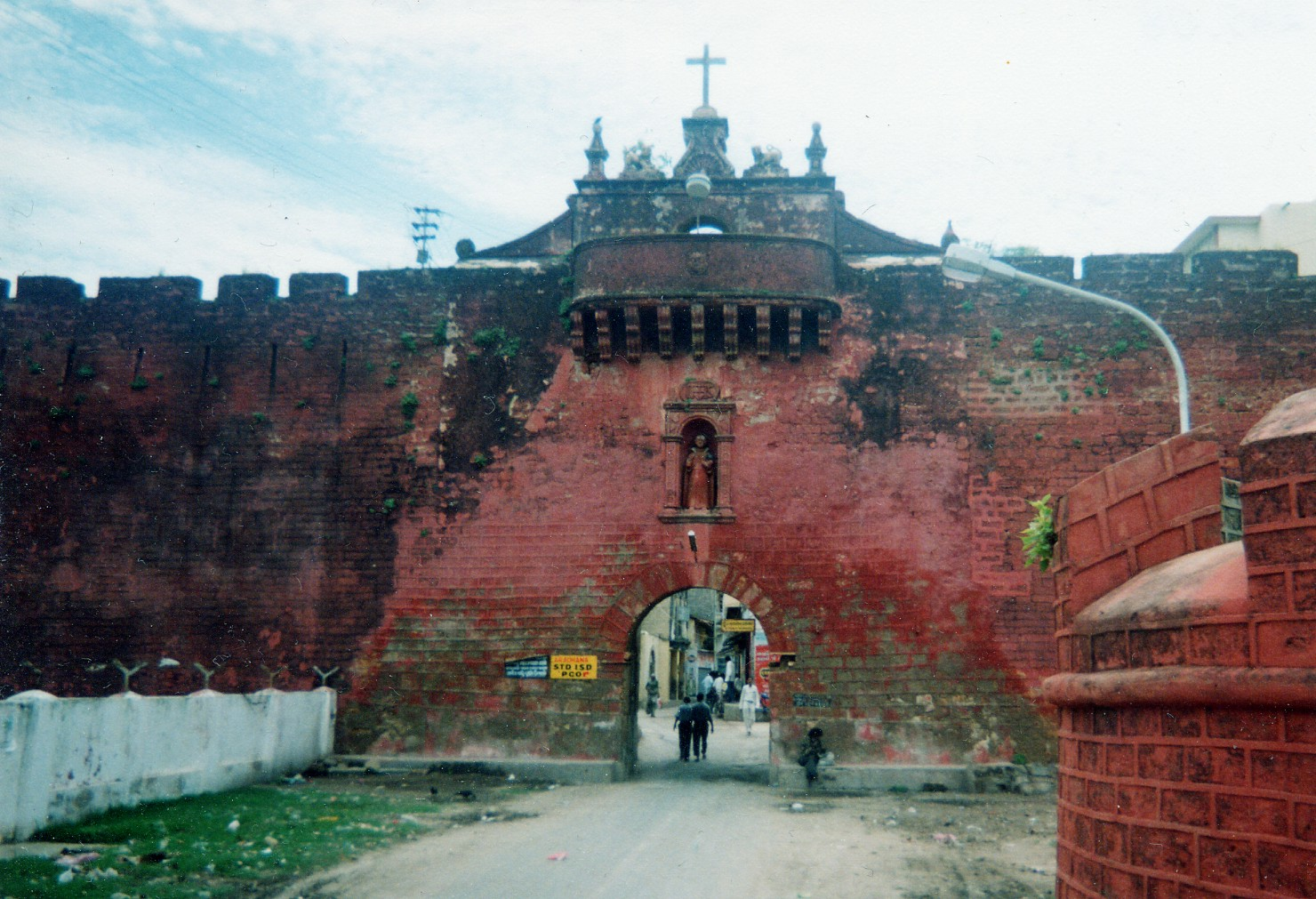
Fortaleza de Diu, India: puerta de armas.

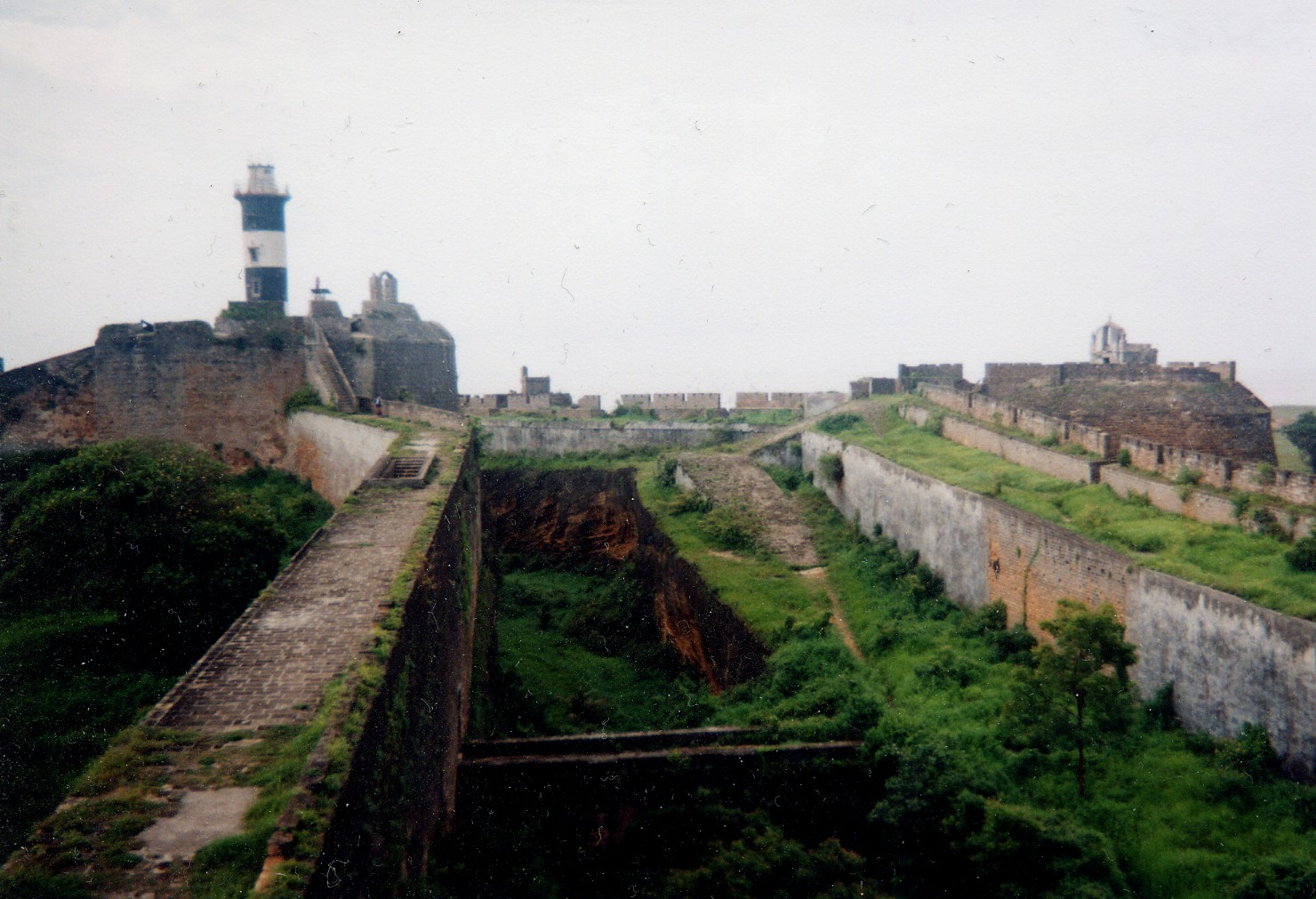
Fortaleza de Diu: vista del interior.

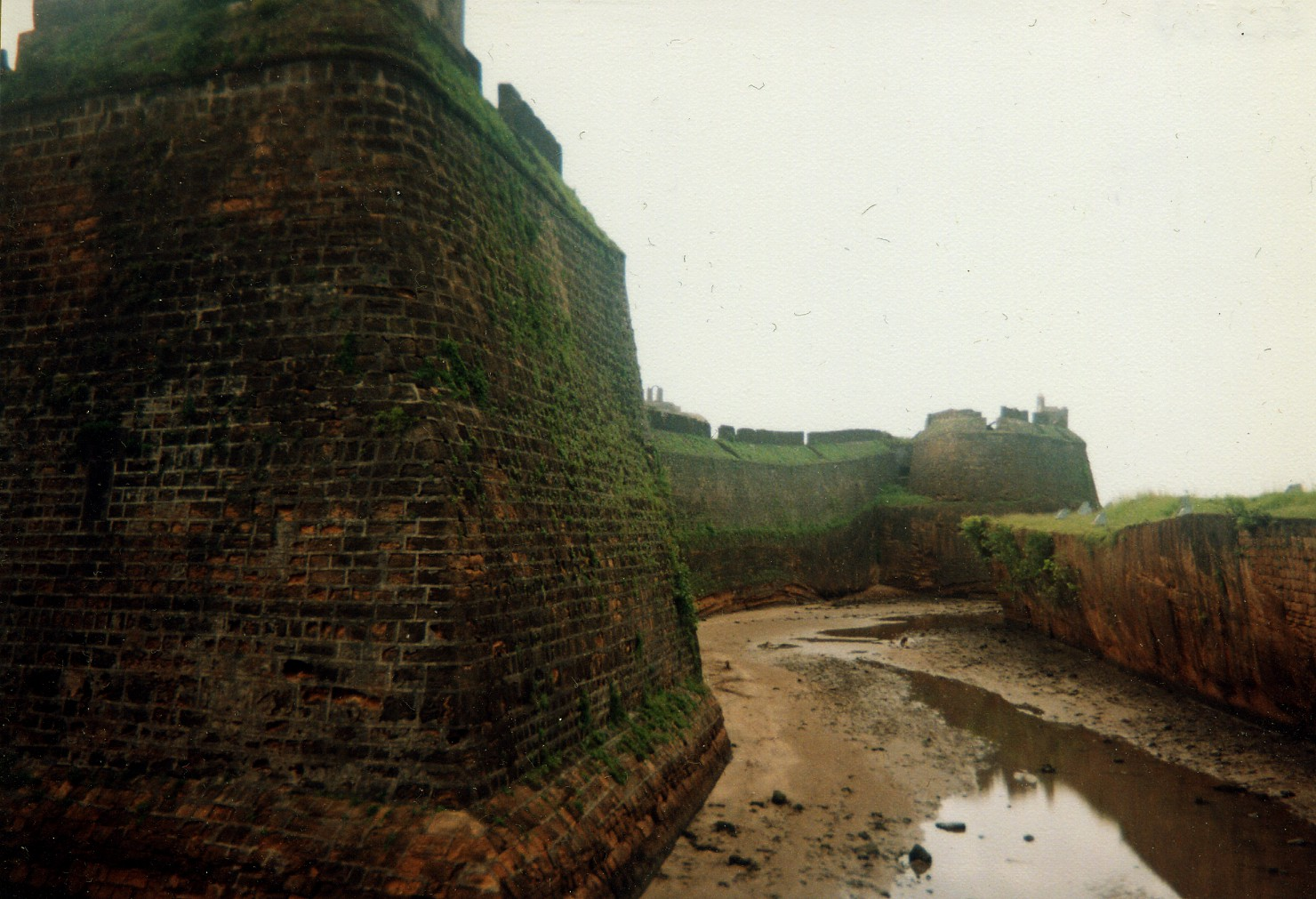
Fortaleza de Diu: muralla por el lado de tierra.

La fortaleza de Diu está situada en la isla de Diu en el extremo sur de la península de Kathiawar, entrando en el Golfo de Cambay, en la costa de Gujarat, en la India.
Erigida por los portugueses en 1535-1536, es considerada por los estudiosos de arquitectura militar como la principal estructura fortificada construida en la India portuguesa. Debido a su importancia estratégica, la fortaleza de Diu fue el blanco de la codicia y resistió numerosos asedios y ataques de árabes, turcos, diversos Estados de India y numerosas acciones de los holandeses para conquistar la ciudad a finales del siglo XVII. Considerada supuestamente inexpugnable, la pérdida de importancia de Diu a partir del siglo XVIII determinó su paulatino olvido hasta su caída final en diciembre de 1961, durante la Guerra Luso-India. En 2009 fue clasificada como una de las Siete Maravillas de origen portugués en el mundo.

## Historia
Desde la llegada de los portugueses a la India Diu fue un importante punto comercial. Los portugueses desde 1513 con Alfonso de Albuquerque, habían tratado de establecer una fábrica, aunque sin éxito. Algunos intentos de conquista emprendidos en 1521 por Diogo Lopes de Sequeira, y en 1523 y 1531 por Nuno da Cunha, tampoco tuvieron éxito.
Martim Afonso de Sousa inició las negociaciones con el sultán Bahadur Shah en 1534, recibiendo la plaza a cambio de ayuda militar portuguesa para pelear contra el Gran Mogol de Delhi, que lo había expulsado de sus dominios.
Los trabajos comenzaron con el séptimo gobernador de los portugueses en la India, Nuno da Cunha, el 20 de noviembre de 1535 y terminaron al año siguiente.
Libre de la amenaza y arrepentido de su generosidad, Bahadur Shah trató de recuperar Diu, matando al gobernador de la plaza, al tiempo que pedía ayuda a una flota turca. Al enterarse de la traición el gobierno portugués, ordenó el arresto de Bahadur, quien fue asesinado en una pelea. Siguió un período de guerra entre el poder portugués y el pueblo de Gujarat. El nuevo sultán firmó un acuerdo con la Sublime Puerta, y en 1538, fuerzas de Gujarat al mando de Coja Sofar, señor de Cambay, con el refuerzo de una armada egipcia de Hadım Suleiman Paşa (Solimán el Magnífico en turco) pusieron cerco a Diu, defendida por las tropas portuguesas al mando de António da Silveira. Los sitiadores fueron repelidos con el auxilio de Martim Afonso de Sousa.
Con la estructura reparada y reforzada, la fortaleza fue castigada duramente en un nuevo asedio, impuesto por un nuevo ejército proveniente de Gujarat a las órdenes del mismo Coja Sofar, en el verano de 1546. Durante cinco meses, los lusos resistieron al mando de João Mascarenhas, consiguiendo algunos refuerzos y suministros por mar el 11 de noviembre; un refuerzo naval bajo el mando de Juan de Castro, luego recompensado con el cuarto puesto de virrey de la India, decidió la victoria a favor de los portugueses.
En este sitio, perecieron Coja Sofar y un hijo de Juan de Castro, D. Fernando. 
Estos episodios fueron registrados por Luís de Camões:
"Vereis a inexpugnável Dio forte
Que dous cercos terá, dos vossos sendo.
Ali se mostrará seu preço e sorte,
Feitos de armas grandíssimos fazendo.
Envejoso vereis o grão Mavorte
Do peito lusitano, fero e horrendo.
Do mouro ali verão que a voz extrema
Do falso Mahamede ao céu blasfema."
Júpiter tranquiliza a Venus, protectora de los lusos y se refiere a Vasco da Gama, describiendo lo que los portugueses lograrán en Asia, incluso después de su viaje. En: Los Lusiadas, Canto II, estancia 50). Y, además, en el canto X, de nuevo por medio de la profecía, esta vez Calíope, se refiere a las victorias en Diu, doce estrofas. El poeta llega a la conclusión de la historia del sitio diciendo:
"Feitos farão tão dinos de memória
Que não caibam em verso ou larga história" (Canto X, estância 71- 7-8)
Ante la necesidad de reconstruir los muros de la fortaleza, arruinados por el sitio (de acuerdo con su propia información, la fortaleza estaba tan destruida que no se podían utilizar siquiera fragmentos de la pared), João de Castro pidió a la Cámara de la Ciudad de Goa un préstamo de 20 000 pardaus, mediante la pignoración de su propia barba. La Junta publicó el préstamo, rechazando, sin embargo, la prenda preciosa. Las obras de reconstrucción se llevaron a cabo por el maestro Francisco Pires, quien llegó a la India desde Mozambique, donde había trabajado en el Fuerte de San Sebastián.
Desde el siglo XVIII, el progreso traído por los ingleses a las ciudades vecinas de Katiavar, hizo declinar la importancia económica de Diu y su valor estratégico desapareció a fines del siglo XIX con la apertura del Canal de Suez, como sucedió con la parte norte de Omán y Gujarat.
Finalmente, sucumbió al ataque de las fuerzas de la Unión India el 19 de diciembre de 1961, sin posibilidad de recibir refuerzos y después de agotadas las municiones. Fue en sus paredes que se desarrolló el episodio de Lancha Veja, sucumbiendo a los ataques de los dos escuadrones de aviones de reacción que actuaron en apoyo a la invasión.

## Características
Una de las primeras manifestaciones del estilo renacentista en las plazas portuguesas de oriente, se encuentra en el imponente muro por el lado de tierra, que asciende a 
250 metros de altitud, reforzado por fortines, con el apoyo de numerosos fuertes y búnkeres, esparcidos por los 40 km² de extensión de la isla.
Teniendo en cuenta la información de Juan de Castro, sobre el estado de las fortificaciones en el Estado portugués de la India que "... son estas fortalezas tan débiles que, quitando Diu, ninguna sería capaz de defenderse ocho días de nuestros enemigos" (carta de 30 de Outubro de 1540), Gaspar Correia, en sus Lendas da Índia (c. 1560), al referirse a la fortaleza de Diu, apuntó: "...nunca otra tal en estas partes se vio".
La defensa estaba compuesta, por el lado de tierra, por una primera línea sobre el foso exterior, amparada por:
- Baluarte de São Domingo (defendiendo la Puerta de Armas)
- Baluarte de São Nicolau y
- Baluarte de São Filipe.

La segunda línea, interior, estaba integrada por el lado de tierra, por:
- Torre de Menagem
- Baluarte Cavaleiro y
- Baluarte de São Tiago,

por el lado del mar, por:
- Baluarte Chato (Sureste)
- Baluarte de Santa Luzia (Este)

y por el lado del canal, por:
- Couraça
- Baluarte de Santa Teresa y
- Baluarte de São Jorge.

## Curiosidades
- João de Castro, dirigiéndose a su hijo Fernando, enviado a socorrer la plaza sitiada por segunda vez, afirmó: "Por cada pedra daquela fortaleza arriscarei um filho".
- En 1992, el Museu de Marinha adquirió un modelo en piedra de la Fortaleza de Diu, con el nombre de su artífice y la fecha del trabajo ("Deuchande Narare mestre – fez 1894").[9]